# Metroid Prime: Trilogy
Vous lisez un « bon article » labellisé en 2017.
Metroid Prime: Trilogy (parfois Trilogy) est une compilation de jeux vidéo regroupant les trois jeux de la trilogie Metroid Prime, développée par Retro Studios, éditée sur Wii par Nintendo le 24 août 2009 aux États-Unis et le 4 septembre 2009 en Europe. Le jeu comprend Metroid Prime et Metroid Prime 2: Echoes, sortis à l'origine sur GameCube en 2002 et 2004, ainsi que Metroid Prime 3: Corruption, sorti sur Wii en 2007. Les deux premiers jeux de la série sont inclus dans leurs versions Nouvelle Façon de jouer !, sortis au Japon sur Wii, incluant une légère refonte graphique et la jouabilité de la télécommande Wii et du nunchuk.
Metroid Prime: Trilogy se déroule dans un univers de science-fiction, dont le premier épisode, qui prend place sur la planète Tallon IV, oblige Samus Aran à combattre les Pirates de l'espace et défier le Metroid Prime, créature mutée au phazon. Cependant, lors du combat final, le monstre absorbe la combinaison de phazon de Samus, ce qui lui permet de survivre. Il devient Samus Sombre, le doppelgänger de l'héroïne. Le deuxième épisode replace Samus dans un combat contre les Pirates de l’espace, la Horde Ing et Samus Sombre afin d'aider la race des Luminoths à reprendre possession de la planète Ether. Dans le troisième épisode, Samus combat les Pirates de l'espace sur trois planètes contrôlées par la fédération galactique, Norion, Bryyo, et Elysia, puis réussit à éliminer tout le phazon de la galaxie grâce à l'explosion de la planète Phaaze, source du phazon.
Metroid Prime: Trilogy est un jeu d'action-aventure en vue à la première personne, mélangeant des phases de jeu d'action et des phases d'exploration. De plus, certaines séquences se jouent en boule morphing dans une vue à la troisième personne et parfois en deux dimensions, le gameplay s'apparentant alors à du jeu de labyrinthe ou à du jeu d'infiltration. Le jeu repose sur le déblocage progressif des équipements, des armes et des zones, ce qui permet au joueur d'avancer de plus en plus profondément dans les lignes adverses tout en affrontant des ennemis de plus en plus puissants. Le projet est proposé à Nintendo par Retro Studios. Très peu d'employés sont placés sur le développement, car le reste de l'équipe est occupé sur la conception de Donkey Kong Country Returns. Les jeux ne comportent que très peu de mises à jour. Les deux premiers jeux de la trilogie adoptent le système de bonus à débloquer de Corruption en remplissant certains objectifs. Pour répondre aux plaintes exprimées par les joueurs et la critique au sujet de la très haute difficulté de jeu rencontrée lors des combats contre les boss dans Metroid Prime 2: Echoes, cette difficulté est abaissée.
Lors de sa sortie, le jeu est bien accueilli par la presse spécialisée et obtient de très bonnes notes. Il totalise 600 000 ventes dans le monde entier. Il est disponible en téléchargement sur le Nintendo eShop de la Wii U depuis janvier 2015.

## Vue d'ensemble
Metroid Prime: Trilogy est une compilation des trois jeux composant la trilogie Metroid Prime, Metroid Prime et Metroid Prime 2: Echoes dans leurs versions Nouvelle Façon de jouer !, et Metroid Prime 3: Corruption.
Metroid Prime sort en 2002 sur GameCube et marque le passage de la série Metroid de la 2D vers l'affichage en trois dimensions dans une vue à la première personne (les phases de jeu en boule morphing sont principalement affichées dans une vue à la troisième personne). Le jeu reçoit l'acclamation unanime des critiques et des joueurs,, et obtient plusieurs récompenses,. Il se vend à plus de deux millions d'exemplaires dans le monde entier.
Metroid Prime 2: Echoes, suite directe de Prime, sort en 2004 sur GameCube. Il marque l'apparition du jeu multijoueur dans la série Metroid. Le jeu est positivement accueilli par la presse spécialisée et par les joueurs,, mais ils soulèvent la difficulté de jeu très élevée et critiquent le mode multijoueur. Les ventes de ce jeu sont inférieures à celles du premier épisode, totalisant seulement 800 000 unités écoulées.
Metroid Prime 3: Corruption, dernier épisode de la trilogie, sort en 2007 sur Wii. Le jeu bénéficie d'une légère refonte graphique à la hauteur des capacités de la nouvelle console et intègre de nouveaux contrôles utilisant la télécommande Wii et le nunchuk. Corruption est acclamé par la presse spécialisée et les joueurs,, et se vend à 1,47 million de copies dans le monde.

## Trame globale

### Placement dans la série
Les évènements se déroulant dans la trilogie Prime prennent place entre ceux du jeu original Metroid et ceux de Metroid II: Return of Samus,.

### Premier épisode

#### Contexte
Les Chozos, des créatures très spirituelles dotées d'une technologie avancée et qui ressemblent à des oiseaux, ont su évoluer et progresser, forts de leurs connaissances. Alors qu'ils sont à l'apogée technologique, ils entrevoient le déclin de leur spiritualité et leur civilisation au profit du mal. Pour faire face à une véritable régression voire à une disparition, ils s'installent sur la planète Tallon IV, en symbiose avec la planète. Après une très grande période, une météorite s’abat sur la planète, et la contamine avec une substance radioactive nommée phazon, détruisant la quasi-totalité des espèces vivantes. Les Chozos tentent alors de maitriser le phazon, mais ne parviennent qu'à contenir les effets en construisant un temple au-dessus du cratère d'impact.
Bien des années plus tard, les Pirates de l'espace, des nomades intersidéraux, une espèce possédant une bonne technologie, dérobent les créatures nommées métroïdes, que la Fédération galactique a découvert sur la planète SR388. Aussitôt, ils se rendent compte du potentiel militaire et énergétique de ce larcin. Les Pirates de l'espace colonisent alors la planète voisine, Zèbes, sur laquelle ils y construisent une base souterraine, détruisant toute vie indigène, dont les Chozos et commencent à exploiter la puissance des métroïdes. Un chasseur de primes, envoyé par la Fédération galactique sur Zèbes pour déjouer les plans des Pirates de l'espace, détruit la planète. C'est en réalité une femme du nom de Samus Aran, à l'origine une jeune fille adoptée par les Chozos devenue orpheline après une attaque de la planète K-2L, à qui ils ont appris le combat et offert son costume de puissance. Cependant, quelques-uns des malfaiteurs réussissent à s'enfuir lors de l'attaque de Samus. Une partie d'entre eux réussit plus tard à reconstruire la base sur Zèbes et tente de ressusciter Mother Brain, Ridley et Kraid. L'autre partie découvre Tallon IV et y installe des laboratoires et équipements. Les Pirates de l'espace extraient le phazon malgré le temple Chozo, réalisent alors des expériences et s'aperçoivent rapidement des effets mutagènes du minerai.

#### Déroulement des évènements
Durant Metroid Prime, Samus Aran reçoit un signal de détresse de la frégate des Pirates de l'espace en orbite autour de Tallon IV. Alors que Samus explore le vaisseau, une explosion survient, endommage son costume et l'oblige à se poser sur la planète. Elle combat les Pirates de l'espace et toutes les créatures mutées au phazon, récupère les équipements de sa combinaison, puis recherche les douze artefacts scellant Metroid Prime dans le temple Chozos. Lorsqu'elle a replacé les artefacts puis combattu Meta Ridley, elle arrive jusqu'au cratère d'impact où elle affronte Metroid Prime. Après sa victoire, tout le minerai disparaît de la planète, puis Samus s'enfuit et évite l'effondrement du cratère en quittant Tallon IV dans son vaisseau. Cependant, avant de disparaître, Metroid Prime absorbe le phazon du costume de Samus, ce qui lui permet de survivre. Il devient Samus Sombre, le doppelgänger de Samus, l'un des antagonistes des épisodes suivants,,.

### Deuxième épisode

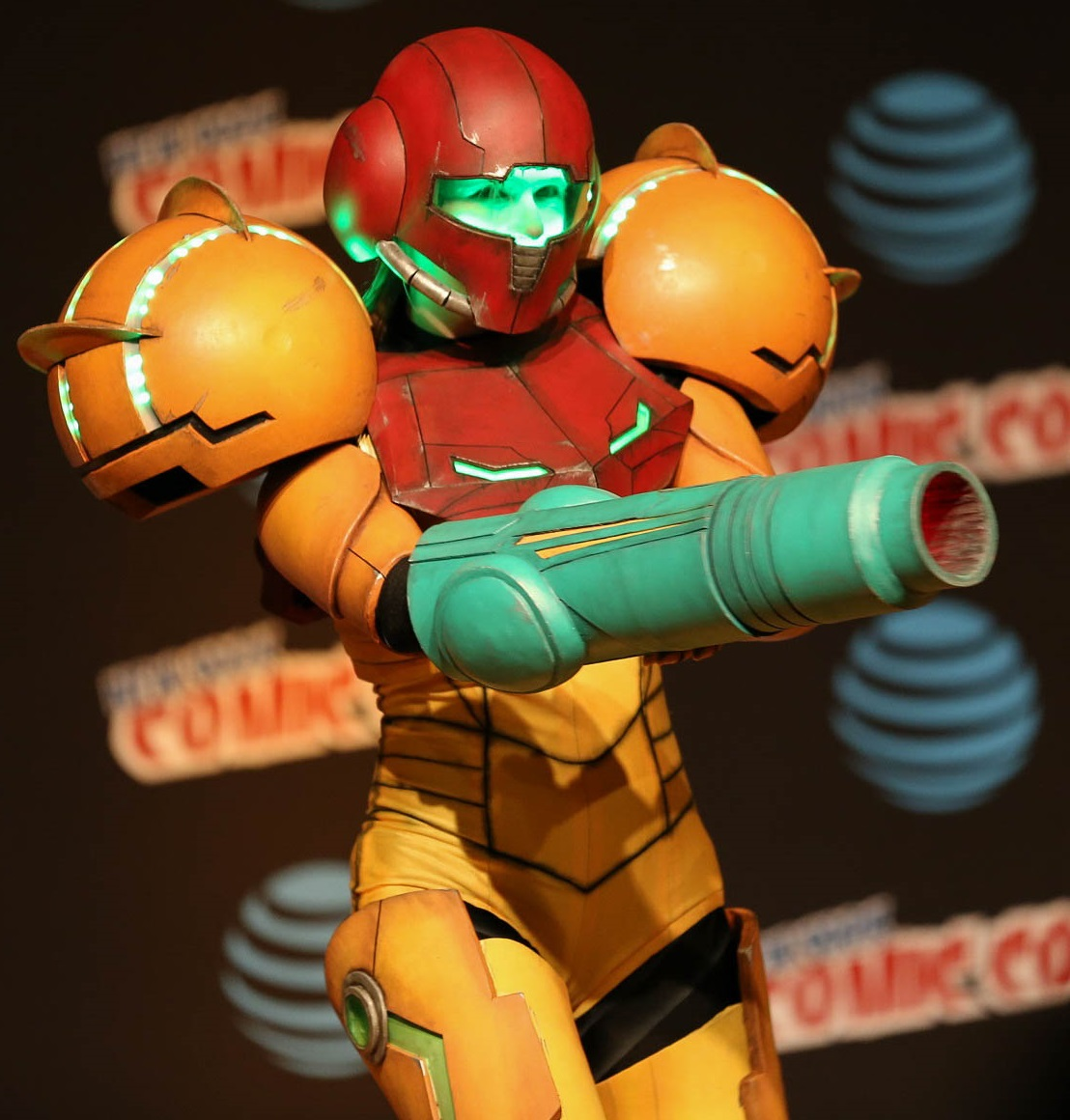
Samus Aran, héroïne des trois jeux de la série Metroid Prime (cosplay).

#### Contexte
Il y a longtemps, les Luminoths, des créatures aussi avancées que les Chozos, s'installent sur la planète Ether. Cette race met au point une technologie permettant d'emmagasiner la puissance qu'ils ont découverte, la Lumière d'Ether. Ils placent ces contrôleurs énergétiques dans trois temples sacrés, reliés à un bâtiment principal appelé le Grand Temple.
Cet âge d'or des Luminoths est cependant interrompu, un jour, par une météorite venue s'écraser sur la planète, déchirant Ether, créant une faille dimensionnelle et une deuxième planète dans un univers parallèle appelée Ether Sombre. Des brèches entre les deux univers permettent alors aux créatures maléfiques que les Luminoths nomment la Horde Ing de pénétrer et d’attaquer Ether. Les Luminoths créent des portails, afin de les poursuivre dans leur monde, mais l’atmosphère toxique les oblige à retourner sur Ether, permettant aux Ings d'attaquer Ether. Les Luminoths créent ensuite des balises de lumière pour se protéger durant une guerre destructrice, mais révélant que ni l'un, ni l'autre ne peut l'emporter.
Après une période d'accalmie, les Luminoths créent un module de transfert d'énergie afin d'absorber l'énergie d'Ether Sombre, avec lequel les Ings les attaquent après l'avoir subtilisé. Les Luminoths parviennent seulement à préserver le Grand Temple, qui ne peut que faiblement empêcher Ether Sombre de prendre le dessus. Cependant, un vaisseau de la Fédération galactique, qui pourchasse celui des Pirates de l'espace jusqu'à la surface d'Ether, est neutralisé par les Ings. La Fédération, ayant alors perdu le contact, craint le pire et envoie Samus pour localiser le vaisseau disparu sur Ether dans la région de Dasha.

#### Déroulement des évènements
Durant Metroid Prime 2: Echoes, en arrivant dans l'atmosphère d'Ether, le vaisseau de Samus est endommagé par des éclairs, qui l'obligent à se poser. Elle découvre que l'équipe de la Fédération galactique a été exterminée par les Ings. Elle rencontre pour la première fois son doppelgänger, Samus Sombre, qu'elle suit sur Ether Sombre. Elle combat les Ings, qui lui subtilisent les équipements de sa combinaison, puis la renvoient sur Ether. Samus se rend dans trois régions (Agon, Torvus et la Forteresse-Sanctuaire) pour récupérer la Lumière d'Ether et la remettre au Grand Temple. Au cours de son périple, tout en récupérant ses équipements, elle combat les Pirates de l'espace, Samus Sombre et les Ings. Avec trois parties de la Lumière d'Ether en sa possession, Samus combat l'empereur Ing, qui conserve la dernière partie. Samus vainc la créature et récupère la dernière énergie restante, ce qui provoque l'instabilité critique d'Ether Sombre et son effondrement. Samus tente de fuir, mais doit combattre un Samus sombre horriblement modifié et instable. Après sa victoire, Samus s'échappe alors qu'Ether Sombre disparaît autour d'elle, puis apprend que les Luminoths n'ont pas disparu et viennent de se réveiller de leur hibernation. Samus repart par la suite d'Ether dans son vaisseau réparé.

### Troisième épisode

#### Contexte
Six mois après la fin des évènements se déroulant sur Ether, le superordinateur de la Fédération galactique, l'unité Aurora 242, est infecté par un virus mystérieux. La Fédération, qui soupçonne les Pirates de l'espace, engage Samus Aran, ainsi que d'autres chasseurs de primes de renom afin de l'aider. Dès la fin de leur briefing, les Pirates de l'espace lancent une offensive, à laquelle les chasseurs de primes répondent. Les affrontements se déroulent sur la planète Norion, contrôlée par la Fédération. Les chasseurs de primes apprennent alors qu'une météorite infectée au phazon, appelé graine de léviathan, est sur le point de percuter la planète. Le but des Pirates de l'espace est de contaminer toute la galaxie avec le phazon. Samus essaye d'activer le système de défense de la base de la Fédération, mais les chasseurs font face à Samus Sombre. Elle y parvient finalement, mais perd conscience. Un mois plus tard, Samus se réveille et apprend que les médecins de la Fédération la soignent elle et les chasseurs de primes, puis les ont équipés de dispositifs d'amélioration au phazon (DAP), qui permettent d'augmenter leurs capacités grâce à l'énergie du phazon et un système appelé Hypermode.

#### Déroulement des évènements
Durant Metroid Prime 3: Corruption, Samus est en premier lieu envoyée sur la planète Bryyo, puis sur Elysia, deux planètes contrôlées par la Fédération, pour déterminer ce qui est arrivé à ses confrères disparus. Samus découvre que les planètes et leurs habitants sont lentement infectés par les graines de léviathan, puis qu'elle doit les détruire pour inverser le processus. Elle fait face à une forte résistance de la part des Pirates de l'espace corrompus au phazon, ainsi que des autres chasseurs de primes également corrompus par Samus Sombre. Samus stoppe l'offensive des Pirates, aidée par les troupes de la Fédération.
Pendant la reconquête du vaisseau de combat Leviathan, Samus et la flotte de la Fédération créent un passage et atteignent la planète Phaaze, source de tout le phazon de la galaxie. Samus se rend jusqu'à son noyau, où elle combat Samus Sombre, ainsi que l'unité corrompue Aurora 313 et finit par les vaincre. La planète explose alors, rendant inerte tout le phazon présent dans la galaxie. La flotte échappe à l'explosion de Phaaze, sans être sûre de la survie de Samus, mais elle réussit à s'enfuir dans son vaisseau.

## Système de jeu commun
Metroid Prime: Trilogy est un jeu d'action-aventure en vue à la première personne (il est également appelé first-person adventure, terme inventé par Nintendo). Les trois jeux transposent le système de jeu des précédents épisodes de la série principale dans un univers en trois dimensions. Cependant, lorsque le joueur se déplace en boule morphing, les graphismes sont affichés dans une vue à la troisième personne. De plus, certaines séquences jouables uniquement en boule morphing, qui sont affichées en deux dimensions, s'apparentent au jeu de labyrinthe et parfois au jeu d'infiltration. Ces jeux respectent les basiques du concept mis en place dans la série Metroid : courir, sauter, tirer, mais aussi utiliser la boule morphing. Ils intègrent donc des phases de jeu de plates-formes et de jeu d'action-aventure, agrémentées de phases d'action du type shoot 'em up. Les jeux se déroulent dans un monde ouvert et sont basés sur le déblocage progressif des armes, des équipements et des zones, conduisant à des phases de recherches importantes,,.
Le joueur contrôle un personnage et peut le déplacer où il le désire dans un univers comportant plusieurs zones interconnectées. Cependant, l'accès à certaines parties ou zones est limité par la présence de portes verrouillées ou de difficultés, qui ne peuvent être franchies seulement si Samus obtient des armes, des power-up ou du matériel spécial, disséminés sous forme d'items dans le jeu. Les améliorations permettent également de vaincre des ennemis de plus en plus puissants et de localiser des raccourcis, des zones secrètes et d'ouvrir les secteurs fermés, ce qui oblige souvent le joueur à revenir sur ses pas. Les items doivent être collectés dans un ordre précis pour que le joueur puisse progresser. Par exemple, il peut accéder à certaines zones seulement s'il possède l'arme correspondante pour ouvrir les portes, ou ne tuer certains boss que s'il possède certaines munitions,.
Metroid Prime 3: Corruption permet spécifiquement de piloter le vaisseau de Samus Aran.

## Améliorations apportées aux jeux et à leur système de jeu

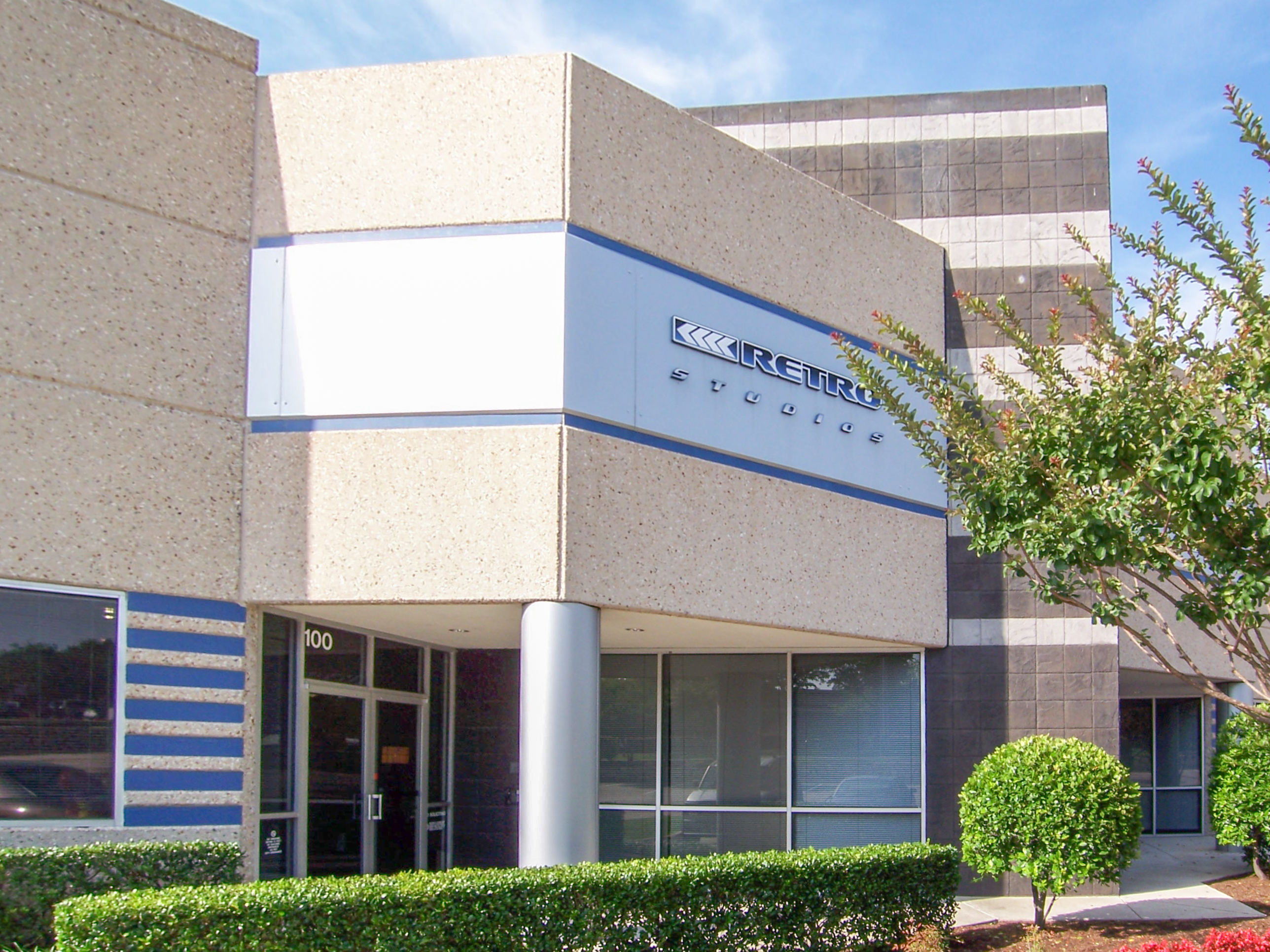
Retro Studios, qui développe la compilation, ne met qu'une poignée d'employés sur le projet.

Les versions évoluées de Prime et Echoes pour la Wii, éditées séparément au Japon dans la gamme Nouvelle Façon de jouer !, intègrent le concept d'utilisation de la télécommande Wii introduit dans Corruption,. Cependant, la manette GameCube ne fonctionne pas avec Trilogy. Le jeu présente également des temps de chargement plus courts, des textures améliorées, des flous lumineux, des effets visuels modifiés et la possibilité d'afficher le jeu au format 16/9. En revanche, l'affichage tête haute est toujours affiché au format d'image original, ce qui a pour conséquence de l'étirer horizontalement lorsque l'affichage du jeu est élargi.
Les deux premiers jeux de la trilogie adoptent le système de bonus à débloquer de Corruption en remplissant certains objectifs. Le joueur gagne des crédits (de quatre sortes : rouge, vert, bleu et noir) en accomplissant certaines tâches, ce qui lui permet d'obtenir des éléments dans le jeu, tels que des illustrations, de la musique, un système de capture d'écran, des objets décoratifs pour le vaisseau de Samus dans Corruption, ainsi que pour le jeu Metroid Prime, le costume fusion, originellement disponible grâce à la connexion à la GameCube du jeu Metroid: Fusion sur Game Boy Advance. Certains crédits peuvent à l'origine être partagés avec les amis enregistrés sur la Wii et possédant le jeu Trilogy, grâce au WiiConnect24, toutefois, ce service n'est plus disponible depuis juin 2013. Les fichiers de sauvegarde de la version originale de Corruption ne peuvent pas être utilisés dans Trilogy à cause de modifications apportées au code source du jeu et ceci malgré une plate-forme identique. Les deux premiers jeux de la série incluent la boule de saut (appelé saut boule dans cet épisode), présente dans Corruption, ce qui a pour effet de faciliter certaines phases de jeu. La fonctionnalité est acquise lorsque le joueur obtient les bombes pour la boule morphing. Les deux premiers jeux de la série bénéficient, plutôt que le choix précédemment possible, du cumul des rayons, opéré au gameplay de Corruption, à cause du trop petit nombre de boutons sur la télécommande Wii,.
Metroid Prime: Trilogy reprend le mode multijoueur apparu dans Metroid Prime 2: Echoes, mais seule la connexion en réseau local est disponible à quatre joueurs, alors qu'il est possible de joueur sur Internet dans le jeu original,,. Pour répondre aux plaintes exprimées par les joueurs et la critique au sujet de la très haute difficulté de jeu rencontrée lors des combats contre les boss dans Echoes, cette difficulté est abaissée,,.

## Développement
En 2004, alors que Retro Studios termine la création de Metroid Prime 2: Echoes, le producteur senior Bryan Walker suggère au président du studio Michael Kelbaugh de faire un cadeau aux fans en regroupant tous les jeux sur un seul disque dans une trilogie « édition collector ». Kelbaugh fait la proposition à Nintendo, qui accepte. Pourtant à l'origine, Nintendo avait annoncé l'édition en occident des deux premiers jeux de la série dans la gamme Nouvelle Façon de jouer ! Le développement de la compilation débute légèrement avant la sortie de Corruption et n'utilise qu'un petit nombre d'employés de Retro Studios, la totalité du reste de l'équipe étant affairée sur la création de Donkey Kong Country Returns. Kensuke Tanabe, le producteur de la série Prime demande à l'équipe de résoudre la plupart des glitchs avant la sortie de Trilogy, afin d'empêcher le sequence breaking.
Walker juge la compilation comme une occasion inattendue d'améliorer un jeu déjà édité. Mike Wikan, le concepteur de jeu principal, considère que le contenu introduit représente seulement des ajouts subtils, tels que l'optimisation des moteurs afin d'obtenir un framerate constant, des temps de chargements plus courts, et des textures en résolution plus élevée. Echoes subit des ajustements de sa difficulté pour le rendre plus accessible aux joueurs intimidés. Le code source de Corruption est repris pour le faire fonctionner plus vite et mieux que dans la version originale. De plus, les effets de particule et d'ondulation présents dans la version originale sont diminués. Dans la version américaine, le mot damn (« Mince ») prononcé par le personnage Amiral Dane dans Corruption est remplacé par « non », mais les critiques n'obtiennent pas de réponse de Nintendo concernant le remplacement de ce juron,.
Le 2 octobre 2008, Nintendo édite au Japon les deux portages de ses jeux GameCube, Prime et Echoes, sur la Wii dans la gamme Nouvelle Façon de jouer !. En mai 2009, Nintendo annonce la création d'une compilation regroupant les trois jeux de la série dans leur version Wii.

## Commercialisation
Metroid Prime: Trilogy est édité en Amérique du Nord le 24 août 2009, en version collector dans une boite métallique avec un artbook. En Europe, il sort le 4 septembre 2009 et comporte le même contenu, alors que la version australienne est éditée en octobre, uniquement dans un boitier avec un fourreau en carton-métal. Le 8 janvier 2010, Nintendo rapporte qu'il ne produit plus d'exemplaires de Trilogy, tout en rappelant que les joueurs peuvent toujours trouver des copies d'occasion dans les magasins de jeux vidéo. Le 11 janvier 2010, Nintendo indique que le jeu est également en rupture de stock en Australie. À la suite de son annonce concernant les États-Unis, Nintendo assure cependant que le jeu n'est pas en rupture de stock en Europe. Trilogy ne sort pas au Japon, car Prime et Echoes en version Nouvelle Façon de jouer !, ainsi que Corruption y sont déjà sortis sur Wii.
En janvier 2015, Metroid Prime: Trilogy est annoncé en téléchargement sur la Wii U. Il est par la suite édité sur l'eShop de la console en Amérique du Nord et en Europe le 29 janvier 2015,, puis en Australie et en Nouvelle-Zélande le 30 janvier 2015.

## Accueil

### Critiques
Lors de sa sortie, Metroid Prime: Trilogy est bien accueilli par la presse spécialisée et obtient de très bonnes notes. Il bénéficie d'une moyenne de notes de 92,35 % sur le site GameRankings (34 tests) et 91 % sur Metacritic (48 tests).
Le journaliste Thomas Méreur, de Gamekult, considère que la maniabilité amenée par les manettes Wii héritée de Corruption, s'adapte bien aux deux premiers volets sans les « bouleverser outre mesure ». Ben Reeves du magazine Game Informer juge les contrôles plus naturels que tous les autres jeux de tirs sur Wii. Romendil du site web Jeuxvideo.com juge que la paire télécommande Wii-nunchuk renforce l'immersion et évite le système de verrouillage, ce qui correspond pleinement au concept de la série. Ashley Schoeller du magazine GamePro déclare que cette mise à jour ramène de la vie dans ces jeux anciens, mais il oppose cependant que l'absence de compatibilité de la manette GameCube manquera à de nombreux joueurs. Pour le magazine Edge, malgré l'actualisation des contrôles, Trilogy n'est pas la plus grande réussite de la série.
Selon Thomas Méreur, la réalisation graphique de Trilogy n'a rien à envier aux productions Wii de l'époque de la sortie du jeu, grâce à « sa fluidité, sa direction artistique soignée et des décors magnifiques », ce que Reeves et GamesRadar+ confirme. Romendil considère que les deux premiers jeux n'ont pas subi de retouche graphique et ont du mal à se hisser au niveau de Corruption. Ce que confirme Schoeller, qui comme elle, qualifie de bienvenue la prise en charge du format 19/9,. Pour Edge, les textures peuvent paraitre datées, mais la profondeur de l'expérience de jeu pondère cet aspect négatif.
Pour Reeves, la bande son comporte des morceaux « superbes » et des effets sonores immersifs. Matt Casamassina du site web IGN juge le doublage des voix juste dans Corruption.
Thomas Méreur soulève la pauvreté du titre en termes de nouveautés, ce qui pour lui aurait pu apporter plus de plaisir aux joueurs ayant déjà fini les jeux originaux. Pour Romendil, l'attrait du jeu réside dans les mises à jour apportées aux deux premiers titres. Pourtant selon Schoeller, les bonus nuisent à l'ambiance, et les qualifie d'inutiles. Pour Romendil, le pack collector n'est pas à la hauteur de ce qu'elle avait imaginé. Pourtant, IGN évoque un boitier en métal « superbe ». Pour Reed du site web Eurogamer, la mini-carte affichée à l'écran dans Trilogy qui permet de faciliter l'exploration n'a pas été transposée dans les deux premiers épisodes. La réunion des trois jeux rend plus évident certaines redites, longueurs, mais aussi quelques allers-retours dans les niveaux. GamesRadar+ fait quelques critiques à Nintendo et Retro Studios, leur reprochant un manque d'originalité sur la totalité de la série. Chaque jeu suit le même processus : Samus arrive sur une planète et perd ses équipements, puis elle les récupère en recherchant son ennemi, ensuite Samus apprend qu'elle doit récolter un nombre donné d'objets, puis enfin elle fait le combat final contre son ennemi puis un dernier boss.
Pour Thomas Méreur, la réunion des trois jeux de la série est « un hommage quasiment incontournable ». Romendil qualifie la compilation d'« édition indispensable ». D'autant plus que pour Schoeller, les jeux originaux bénéficient d'une réputation exceptionnelle avec des jeux « terrifiques » sur GameCube et sur Wii. Il juge la compilation « comme peut-être la plus intéressante depuis The Orange Box » et GamesRadar+ estime que la qualité s'en rapproche. Casamassina décrit Trilogy comme « plus de 80 heures d'une des meilleures aventures interactives à acheter » et Reed estime qu'il pourrait être le meilleur produit disponible sur Wii.

### Ventes
Au total, 600 000 copies de Metroid Prime: Trilogy sont écoulées dans le monde entier.

## Postérité
Metroid Prime: Trilogy est gravé sur un DVD double couche pour permettre aux trois jeux de tenir sur un seul disque, en raison de la taille des données de jeu. Nintendo of America déclare à la sortie du jeu que certaines Wii peuvent avoir des difficultés à lire le jeu, à cause d'une lentille laser contaminée. Nintendo offre alors une réparation gratuite pour les consommateurs ayant rencontré ce problème.
Le 14 janvier 2015, le jeu est annoncé sur l'eShop de la Nintendo Wii U. Cependant, le jeu est disponible autour de 20 euros, alors que les seuls exemplaires à la vente d'occasion dépassent largement 50 ou 60 euros,,. Après la vente de plusieurs centaines de milliers de copies, le jeu tombe alors rapidement en rupture de stock, Nintendo ne prévoyant pas de nouvelle production. Cela a eu pour effet de faire largement monter le prix du jeu.
Le site web IGN place Metroid Prime: Trilogy au 3e rang de son top 25 des meilleurs jeux Wii en 2011, puis au 4e rang en 2012,. Le site 1UP.com intègre Trilogy dans un article sur les meilleures et les plus mauvaises compilations de jeux et le qualifie de « travail d'une immense grandeur, difficile à trouver ».
La série Metroid voit un nouveau spin-off sortir en 2016, intitulé Metroid Prime: Federation Force.

### Manuel du jeu
1. ↑  Nintendo, Metroid Prime : Mode d'emploi, Nintendo, 2002, 35 p., p. 4-7.
2. ↑  Nintendo, Metroid Prime: Trilogy : Mode d'emploi, Nintendo, 2007, 54 p., p. 7.
3. 1 2 3  Nintendo, Metroid Prime 2: Hechoes : Mode d'emploi, Nintendo, 2004, 27 p., p. 4-5.
4. ↑  Nintendo, Metroid Prime 2: Corruption : Mode d'emploi, Nintendo, 2007, 27 p., p. 4-5.
5. ↑  Nintendo, Metroid Prime: Trilogy : Mode d'emploi, Nintendo, 2007, 54 p., p. 42.
6. 1 2  Nintendo, Metroid Prime: Trilogy : Mode d'emploi, Nintendo, 2007, 54 p., p. 25.

### Citations du jeu
1. ↑  Retro Studios, Nintendo. Metroid Prime (GameCube). Nintendo. 2002. Niveau/zone : Combat final contre Metroid Prime.
2. ↑  Retro Studios, Nintendo. Metroid Prime 2: Echoes (GameCube). Nintendo. 2004.
3. 1 2  Retro Studios, Nintendo. Metroid Prime 3: Corruption (Wii). Nintendo. 2004.

### Ressources externes
- (en) Cet article est partiellement ou en totalité issu de l’article de Wikipédia en anglais intitulé « Metroid Prime: Trilogy » (voir la liste des auteurs).

1. ↑  Rédaction, « Metroid Prime: Trilogy annoncé aux US », sur Jeuxvideo.com, 22 mai 2009.
2. ↑  Dinowan, « Test Metroid Prime », sur Jeuxvideo.com, 20 mars 2003.
3. ↑  (en) « Metroid Prime », sur GameRankings, 1er juillet 2016.
4. ↑  (en) « Metroid Prime », sur Metacritic, 1er juillet 2016.
5. ↑  Poischich, « E3 : les résultats officiels », sur Gamekult, 19 juin 2002.
6. ↑  (en) « Game Developers Choice Online Awards - 3rd Annual GDCA », sur Gamechoiceawards.com.
7. ↑  (en) « MIGS 2007: Retro Studios On The Journey Of Metroid Prime », sur Gamasutra, 27 novembre 2007.
8. 1 2 3  Dinowan, « Test Metroid Prime 2: Echoes », sur Jeuxvideo.com, 23 novembre 2004.
9. ↑  (en) « Metroid Prime 2: Echoes reviews », sur Metacritic.
10. ↑  (en) « Metroid Prime 2: Echoes Reviews », sur GameRankings.
11. 1 2 3 4 5 6  (en) Matt Casamassina, « A Space Bounty Hunter in Texas », 28 août 2009.
12. 1 2  Romendil, « Test Metroid Prime 3: Corruption », sur Jeuxvideo.com, 26 octobre 2007.
13. ↑  (en) « Metroid Prime 3: Corruption », sur Metacritic, 21 novembre 2008.
14. ↑  (en) « Metroid Prime 3: Corruption Reviews », sur GameRankings.
15. ↑  Christophe Mallet  2016, Il était temps de conclure, p. 247-248.
16. ↑  Puyo, « Test Metroid Prime sur NGC », sur Gamekult, 19 mars 2003.
17. 1 2  (en) Rus McLaughlin, « IGN Presents The History of Metroid », sur IGN, 24 août 2007.
18. 1 2  Williamoïd, « Spécial Metroid Prime », Nintendo, le magazine officiel, no 10,‎ mars 2003, p. 48-54.
19. ↑  (en) GameSpot Staff, « Metroid Prime Walkthrough », sur GameSpot, 18 janvier 2006.
20. ↑  (en) Giancarlo Varanini et Ricardo Torres, « Metroid Prime impressions », sur GameSpot, 28 janvier 2005.
21. 1 2  (en) « The History of Metroid », sur GameSpot.
22. ↑  (en) « Metroid Primer », Electronic Gaming Monthly, no 157,‎ août 2002, p. 110-112.
23. 1 2  (en) Craig Harris, « Metroid Prime: Trilogy Hands-on », sur IGN, 22 mai 2009.
24. 1 2  (en) Chris Kohler, « Hands-On: Metroid Prime: Trilogy Brings Entire Series to Wii », sur Wired.com, 22 mai 2009.
25. ↑  Rédaction, « Images de Metroid Prime », sur Jeuxvideo.com, 19 février 2009.
26. 1 2 3  (en) David Hinkle, « This Week on the Nintendo Channel: Metroid Prime: Trilogy dev diary », sur Joystiq, 17 août 2009.
27. 1 2 3 4 5 6 7  (en) Ashley Schoeller, « Review: Metroid Prime: Trilogy (Wii) », sur GamePro, 24 août 2009.
28. 1 2 3  (en) Phil Theobald, « The Consensus: Metroid Prime: Trilogy Review », sur GameSpy, 24 août 2009.
29. ↑  (en) « Software Features Affected by the Discontinuation WiiConnect24 Services », sur Nintendo.
30. ↑  (en) Matt Casamassina, « Corruption Saves Won't Work in Metroid Trilogy », sur IGN, 12 août 2009.
31. ↑  Christophe Mallet  2016, Chemin de croix directionnelle, p. 241-242.
32. ↑  (en) Craig Harris, « Metroid Prime: Wii vs. GameCube », sur IGN, 23 février 2009.
33. 1 2 3 4 5  (en) Matt Casamassina, « Metroid Prime: Trilogy Review », sur IGN, 21 août 2009.
34. 1 2 3  (en) « Interview with Kensuke Tanabe », sur Nintendo.
35. 1 2 3 4 5 6 7 8  Romendil, « Test Metroid Prime: Trilogy », sur Jeuxvideo.com, 7 septembre 2009.
36. ↑  (en) Stephen Totilo, « Metroid Prime Team Discusses Their Decade Of Samus, Ponders Series' Future », sur Kotaku, 21 septembre 2009.
37. ↑  (en) « Retro Studios at GDC: We love our speedrunners! », sur Metroid Database, 3 mars 2011.
38. ↑  (en) « Metroid Prime: Trilogy Versions Look Worse Than The Originals », sur kotaku.
39. ↑  (en) Owen Good, « Metroid Prime: Trilogy Lost its 'Damn' », sur kotaku, 31 août 2009.
40. ↑  (en) Alexander Sliwinski, « Metroid Prime: Trilogy 'damn'-ed by silly censorship », sur Joystiq, 31 août 2009.
41. ↑  (en) Lucas M. Thomas, « Presenting the "Play it on Wii Selection" », sur IGN, 2 octobre 2008.
42. 1 2  (en) Brendan Sinclair, « Nintendo charges Metroid Prime: Trilogy for Wii », sur GameSpot, 22 mai 2009.
43. 1 2 3 4 5 6  (en) Thomas Méreur (Amaebi), « Test Metroid Prime: Trilogy », sur Gamekult, 4 septembre 2009.
44. ↑  (en) Matt Casamassina, « Metroid Prime: Trilogy Box Art Revealed », sur IGN, 24 juin 2009.
45. ↑  Rédaction, « Le collector Metroid Prime: Trilogy », sur Jeuxvideo.com, 27 juillet 2009.
46. ↑  (en) « AU: No Steel Case For Metroid Prime: Trilogy », sur IGN, 23 septembre 2009.
47. ↑  (en) Gavin Ogden, « Metroid Prime: Trilogy "no longer being shipped" », sur Computer and Video Games, 10 janvier 2010.
48. ↑  (en) Daniel Vuckovic, « Metroid Prime: Trilogy discontinued in Australia too » [archive du 2 décembre 2010], sur Vooks, 12 janvier 2010 (consulté le 4 septembre 2010).
49. ↑  (en) Robert Purchese, « UK Metroid Trilogy not discontinued », sur Eurogamer, 19 janvier 2010.
50. ↑  (en) Craig Harris, « Metroid Prime: Trilogy Hands-on », sur IGN, 22 mai 2009.
51. ↑  (en) Tom Phillips, « Mario Galaxy 2, Metroid Prime: Trilogy headed to Wii U eShop », sur Eurogamer, 14 janvier 2015.
52. ↑  (en) Jose Otero, « Super Mario Galaxy 2, Metroid Prime: Trilogy Coming to Wii U », sur IGN, 14 janvier 2015.
53. ↑  (en) Ben Salter, « Wii games coming to Wii U as downloads - Australian pricing includes launch sale », sur MMGN, 14 janvier 2015.
54. 1 2 3  (en) « Review: Metroid Prime – Trilogy », sur Edge, 2 septembre 2009.
55. 1 2 3  (en) Ben Reeves, « Metroid Prime: Trilogy », sur Game Informer, 27 septembre 2009.
56. 1 2 3  (en) Kristan Reed, « Metroid Prime: Trilogy Review », sur Eurogamer, 8 septembre 2009.
57. 1 2 3 4 5  (en) « Metroid Prime: Trilogy Review », sur GamesRadar+, 14 août 2009.
58. 1 2  (en) « Reviews of Metroid Prime: Trilogy », sur Metacritic.
59. ↑  (en) « Reviews of Metroid Prime: Trilogy », sur GameRankings.
60. 1 2 3  Christophe Mallet  2016, Le dernier cadeau de Retro Studios, p. 256-257.
61. 1 2  (en) « Metroid Prime: Trilogy Game-Specific Troubleshooting », sur Nintendo of America.
62. 1 2 3  (en) Kyle Orland, « 'Metroid Prime: Trilogy' And 'Super Mario Galaxy 2' Headed To Wii U », sur Ars Technica, 14 janvier 2015.
63. ↑  (en) Calvert Darren, « Not Everyone is Thrilled That Metroid Prime: Trilogy Lands on the Wii U eShop Tomorrow », sur NintendoLife, 28 janvier 2015.
64. ↑  (en) IGN staff, « The Top 25 Wii Games 2011 Edition », sur IGN, 15 août 2011.
65. ↑  (en) IGN staff, « The Top 25 Wii Games 2012 Edition », sur IGN, 13 août 2012.
66. ↑  (en) Bob Mackey, « The Best and Worst Video Game Compilations », sur 1UP.com, 5 avril 2012.
67. ↑  Anagund, « Test Metroid Prime: Federation Force », sur Jeuxvideo.com, 26 août 2016.